# Oliverella
Oliverella é um género botânico pertencente à família Loranthaceae.